# Louis-Georges Niels
Louis-Georges Niels, né le 2 mai 1919 et mort le 16 février 2000 à Miami, est un bobeur belge.

## Biographie
Louis-Georges Niels participe aux épreuves de bobsleigh aux Jeux olympiques de 1948 à Saint-Moritz, terminant dixième en bob à deux et remportant la médaille d'argent en bob à quatre. Niels émigre ensuite à Miami aux États-Unis où il possède un restaurant.

## Palmarès

### Jeux Olympiques
- : médaillé d'argent en bob à quatre aux Jeux olympiques d'hiver de 1948.